# Phyllota barbata
Phyllota barbata är en ärtväxtart som beskrevs av George Bentham. Phyllota barbata ingår i släktet Phyllota och familjen ärtväxter. Inga underarter finns listade i Catalogue of Life.